# Бугойно (община)
Община Бугойно (босн. и хорв. Opština Bugojno, серб. Општина Бугойно) — боснийская община, расположенная в центральной части Федерации Боснии и Герцеговины. Административным центром является город Бугойно.

## Население
По переписи населения 1991 года в общине проживали 46889 человек. По состоянию на 2009 год в общине, по оценкам, проживало 37255 человек. Доля сербов во времена СФРЮ составляла около 19 % (в 1991 году их было более 8,5 тысяч), однако к 2011 году их осталось всего 250.
| Население общины Бугойно |                 |                 |                 |
| Год переписи             | 1991            | 1981            | 1971            |
| Славяне-мусульмане       | 19697 (42,00 %) | 16214 (40,56 %) | 13050 (40,96 %) |
| Хорваты                  | 16031 (34,18 %) | 14187 (35,49 %) | 12040 (37,79 %) |
| Сербы                    | 8673 (18,49 %)  | 7458 (18,65 %)  | 6295 (19,76 %)  |
| Югославы                 | 1561 (3,32 %)   | 1731 (4,33 %)   | 197 (0,61 %)    |
| Другие                   | 927 (1,97 %)    | 379 (0,94 %)    | 274 (0,86 %)    |
| Всего                    | 46,889          | 39,969          | 31,856          |